# Guido Figone
Guido Figone (Chiavari, 13 ottobre 1927 – Sestri Levante, 24 novembre 1998) è stato un ginnasta italiano.

## Biografia
Nato nel 1927 a Chiavari, in provincia di Genova, a 20 anni partecipò ai Giochi olimpici di Londra 1948, arrivando 5º nel concorso a squadre con 1300.3 punti, insieme a Armelloni, Fioravanti, Grosso, Guglielmetti, Perego, Vadi e Zanetti e 9º nel concorso individuale con 225.3 punti, (16º con 37 nel corpo libero, 18º con 37.7 nel volteggio, 13º con 38.3 nelle parallele simmetriche, 15º con 38 alla sbarra, 39º con 36.1 agli anelli e 5º con 38.2 al cavallo con maniglie). Durante la premiazione della competizione del cavallo con maniglie gli venne erroneamente consegnata la medaglia di bronzo.
Nel 1950 prese parte ai Mondiali di Basilea, terminando 4º nel concorso individuale, 7º nel corpo libero, 6º nel cavallo con maniglie, 5º negli anelli e 6º nelle parallele simmetriche.
2 anni dopo partecipò di nuovo alle Olimpiadi, quelle di Helsinki 1952, arrivando 10º nel concorso a squadre con 537.55 punti, insieme a Bonacina, Brivio, Carnoli, Polmonari, Sampieri, Vadi e Zanetti e 47º nel concorso individuale con 108.85 punti, (19º con 18.65 nel corpo libero, 141º con 16.95 nel volteggio, 35º con 18.55 nelle parallele simmetriche, 60º con 17.95 alla sbarra, 34º con 18.55 agli anelli e 37º con 18.2 al cavallo con maniglie).
È stato il recordman di vittorie nel concorso individuale ai campionati italiani assoluti con 8 successi consecutivi, dal 1948 al 1955.
Morì nel 1998, a 71 anni.